# Spessartrampe
| Ostportal des Schwarzkopftunnels |                                                                            |                                           |                                           |
| Ehemalige Streckenführung (rot) und neue Trasse (schwarz) |                                                                            |                                           |                                           |
| Streckennummer (DB): | 5200 (Würzburg–Aschaffenburg)                                              |                                           |                                           |
| Kursbuchstrecke (DB): | 800 (Würzburg–Aschaffenburg)                                               |                                           |                                           |
| Streckenlänge: | neu: ~7 km                                                                 |                                           |                                           |
| Spurweite: | 1435 mm (Normalspur)                                                       |                                           |                                           |
| Streckenklasse: | D4                                                                         |                                           |                                           |
| Stromsystem: | 15 kV, 16,7 Hz ~                                                           |                                           |                                           |
| Maximale Neigung: | alt: 21,7 ‰ neu: 21,0 ‰                                                    |                                           |                                           |
| Minimaler Radius: | neu: 820 m                                                                 |                                           |                                           |
| Streckengeschwindigkeit: | alt: Rampe 120 km/h, Tunnel und Bf Heigenbrücken 70 km/h neu: 120/150 km/h |                                           |                                           |
| Zugbeeinflussung: | PZB, ZUB262                                                                |                                           |                                           |
| Zweigleisigkeit: | (durchgehend)                                                              |                                           |                                           |
| |                                                                            |                                           |                                           |
| \| \| \| Main-Spessart-Bahn von Aschaffenburg \| \| \| \| 78,8 \| Laufach \| 175 m \| \| \| \| B 26 \| \| \| \| \| Laufach (Fluss) \| \| \| \| \| (Beginn der ehemaligen Trasse) \| \| \| \| \| Tunnel Hain (745 m) \| \| \| \| \| Seebach \| \| \| \| \| B 26 \| \| \| \| \| Tunnel Metzberg (586/629 m) \| \| \| \| \| \| \| \| \| \| Spessartrampe (22 ‰) \| \| \| \| \| Elsbachtal-Trog \| \| \| \| \| Hirschbergtunnel (375/525 m) \| \| \| \| \| Schwarzbach \| \| \| \| \| Falkenbergtunnel (2623/2619 m) \| \| \| \| 73,1 \| Heigenbrücken West (zuletzt Bahnhofsteil) \| Heigenbrücken West (zuletzt Bahnhofsteil) \| \| \| \| \| \| \| \| 72,3 \| Schwarzkopftunnel (926 m) \| Schwarzkopftunnel (926 m) \| \| \| \| Lohrbach \| \| \| \| 71,9 \| Heigenbrücken (alt) \| 275 m \| \| \| \| Ostrampe (5 ‰) \| \| \| \| \| Heigenbrücken (neu) \| \| \| \| \| (Ende der ehemaligen Trasse) \| \| \| \| \| Main-Spessart-Bahn nach Würzburg \| \| \| \| \| \| \| \| Quellen: [4][5] \| \| \| \| |                                                                            |                                           |                                           |
| Strecke |                                                                            | Main-Spessart-Bahn von Aschaffenburg      | Main-Spessart-Bahn von Aschaffenburg      |
| Bahnhof | 78,8                                                                       | Laufach                                   | 175 m                                     |
| Brücke |                                                                            | B 26                                      | B 26                                      |
| Brücke über Wasserlauf |                                                                            | Laufach (Fluss)                           | Laufach (Fluss)                           |
| Abzweig geradeaus und ehemals nach links · Strecke von rechts (außer Betrieb) |                                                                            | (Beginn der ehemaligen Trasse)            | (Beginn der ehemaligen Trasse)            |
| Tunnel · Strecke (außer Betrieb) |                                                                            | Tunnel Hain (745 m)                       | Tunnel Hain (745 m)                       |
| Brücke über Wasserlauf · Brücke über Wasserlauf (Strecke außer Betrieb) |                                                                            | Seebach                                   | Seebach                                   |
| Brücke · Brücke (Strecke außer Betrieb) |                                                                            | B 26                                      | B 26                                      |
| Tunnelanfang · Strecke (außer Betrieb) |                                                                            | Tunnel Metzberg (586/629 m)               | Tunnel Metzberg (586/629 m)               |
| Strecke von links (außer Betrieb) · Kreuzung (Querstrecke außer Betrieb) (im Tunnel) · Strecke nach rechts (außer Betrieb) |                                                                            |                                           |                                           |
| Strecke (außer Betrieb) · Tunnelende |                                                                            | Spessartrampe (22 ‰)                      | Spessartrampe (22 ‰)                      |
| Strecke (außer Betrieb) |                                                                            | Elsbachtal-Trog                           | Elsbachtal-Trog                           |
| Strecke (außer Betrieb) · Tunnel |                                                                            | Hirschbergtunnel (375/525 m)              | Hirschbergtunnel (375/525 m)              |
| Brücke über Wasserlauf (Strecke außer Betrieb) · Brücke über Wasserlauf |                                                                            | Schwarzbach                               | Schwarzbach                               |
| Strecke (außer Betrieb) · Tunnelanfang |                                                                            | Falkenbergtunnel (2623/2619 m)            | Falkenbergtunnel (2623/2619 m)            |
| Dienststation / Betriebs- oder Güterbahnhof (Strecke außer Betrieb) · Strecke (im Tunnel) | 73,1                                                                       | Heigenbrücken West (zuletzt Bahnhofsteil) | Heigenbrücken West (zuletzt Bahnhofsteil) |
| Strecke nach links (außer Betrieb) · Kreuzung (Querstrecke außer Betrieb) (im Tunnel) · Strecke von rechts (außer Betrieb) |                                                                            |                                           |                                           |
| Strecke (im Tunnel) · Tunnel (Strecke außer Betrieb) | 72,3                                                                       | Schwarzkopftunnel (926 m)                 | Schwarzkopftunnel (926 m)                 |
| Strecke (im Tunnel) · Brücke über Wasserlauf (Strecke außer Betrieb) |                                                                            | Lohrbach                                  | Lohrbach                                  |
| Strecke (im Tunnel) · Bahnhof (Strecke außer Betrieb) | 71,9                                                                       | Heigenbrücken (alt)                       | 275 m                                     |
| Tunnelende · Strecke geradeaus (außer Betrieb) |                                                                            | Ostrampe (5 ‰)                            | Ostrampe (5 ‰)                            |
| Haltepunkt / Haltestelle · Strecke (außer Betrieb) |                                                                            | Heigenbrücken (neu)                       | Heigenbrücken (neu)                       |
| Abzweig geradeaus und ehemals von links · Strecke nach rechts (außer Betrieb) |                                                                            | (Ende der ehemaligen Trasse)              | (Ende der ehemaligen Trasse)              |
| Strecke |                                                                            | Main-Spessart-Bahn nach Würzburg          | Main-Spessart-Bahn nach Würzburg          |
| |                                                                            |                                           |                                           |
| Quellen: |                                                                            |                                           |                                           |

Die Spessartrampe war der Steigungsabschnitt der Bahnstrecke Würzburg–Aschaffenburg zwischen Laufach und Heigenbrücken. Der 5,4 Kilometer lange alte Abschnitt mit einer durchschnittlichen Neigung von 19 ‰ und dem Schwarzkopftunnel wurde am 15. Juni 2017 außer Betrieb genommen. Eine kürzere Trasse mit nur gering reduzierter Steigung (21 statt 21,7 Promille) ging ab dem 19. Juni 2017 stufenweise in Betrieb. Im Ergebnis werden schwere Güterzüge statt des alten Schiebebetriebes über die Strecke Richtung Fulda bei Jossa umgeleitet oder erhalten im Bahnhof Frankfurt (Main) Ost eine zweite Lokomotive.

## Geografische Lage
Der Spessart liegt auf der kürzesten Verbindung zwischen dem Rhein-Main-Gebiet und dem bayerischen Kernland. Eine hier entlang führende Eisenbahnstrecke muss das Mittelgebirge überwinden. Da zur Bauzeit der Strecke in der ersten Hälfte der 1850er Jahre Tunnel noch weitgehend bergmännisch in Handarbeit vorgetrieben werden mussten, war ihr Bau extrem teuer, Dynamit stand zu dieser Zeit noch nicht zur Verfügung. Damit der letztendlich erforderliche Scheiteltunnel, der Schwarzkopftunnel, deshalb so kurz wie möglich ausfiel, musste die Strecke „im Freien“ zuvor so viel Höhe wie irgend möglich gewinnen, dazu dient die Spessartrampe. Sie überwindet den Höhenunterschied von 100 Metern zwischen Laufach im Laufachtal und dem Scheiteltunnel und war für die bauzeitlichen Verhältnisse sehr steil.

## Geschichte

### Planung und Bau
Das Bauwerk wurde im Zuge der Ludwigs-West-Bahn von der Bayerischen Staatsbahn errichtet und ging am 1. Oktober 1854 in Betrieb.

### Dampfbetrieb
Die Spessartrampe wurde wie die gesamte Main-Spessart-Bahn von Anfang an zweigleisig trassiert, auch wenn das zweite Gleis erst nach und nach bis 1873 verlegt wurde. Der Dampfbetrieb auf der Spessartrampe war sehr aufwendig. In Laufach wurde Güter- und Fernreisezügen eine Schiebelokomotive beigegeben, Güterzüge erhielten gegebenenfalls auch noch eine Vorspannlokomotive. Das erklärt auch einige für heutige Verhältnisse überdimensionierte Eisenbahnbetriebsanlagen:
- Im Bahnhof Laufach waren die Gleisanlagen umfangreich, hier war ein dreigleisiger Lokschuppen für die Schiebelokomotiven vorhanden.
- Am westlichen Ende des Schwarzkopftunnels befand sich der Scheitelpunkt der Main-Spessart-Bahn und der Bahnhofsteil Heigenbrücken West, der das Absetzen und den Gleiswechsel der von Laufach kommenden Schiebelokomotiven und deren Fahrt zurück als Triebfahrzeugfahrt ermöglichte.
- Auch das kleine Heigenbrücken hatte außergewöhnlich umfangreiche Gleisanlagen und war von 1869 bis in die 1930er Jahre Schnellzugstation, damit die Schiebelokomotiven hier abgekuppelt werden konnten. Durch die gute Anbindung blühte Heigenbrücken als Ort für die Sommerfrische auf.

Zu Zeiten des frühen Dampfbetriebes erreichten nachgeschobene, schwere Güterzüge bergwärts häufig lediglich 6 km/h. Das besserte sich nach und nach mit dem Einsatz leistungsstärkerer Lokomotiven. Als Schiebelokomotiven dienten ab 1914 die Mallet-Lokomotiven der bayerischen Gattung Gt 2×4/4 (spätere DR-Baureihe 96, Bauart D’D h4v). Diese wurden bis 1957 durch preußische T 16.1 (Bauart E h2, spätere Baureihe 94.5–17), teilweise auch durch Lokomotiven der Baureihe 95 (Bauart 1’E1’ h2, als preußische T 20 entwickelt) ersetzt.

### Elektrischer Betrieb

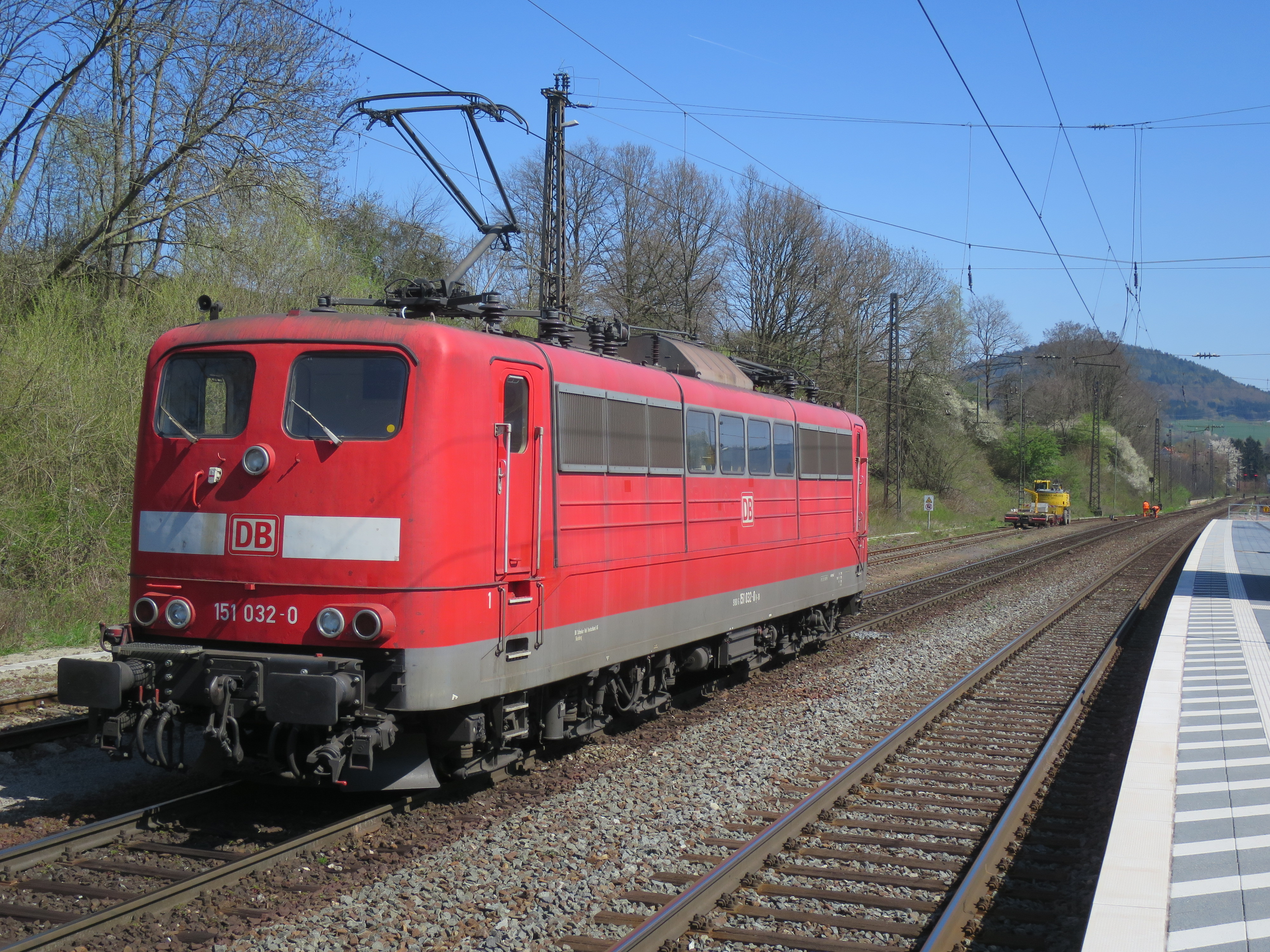
Die 151 032 wartet im Bahnhof Laufach auf einen Zug, um ihn über die Spessartrampe zu schieben

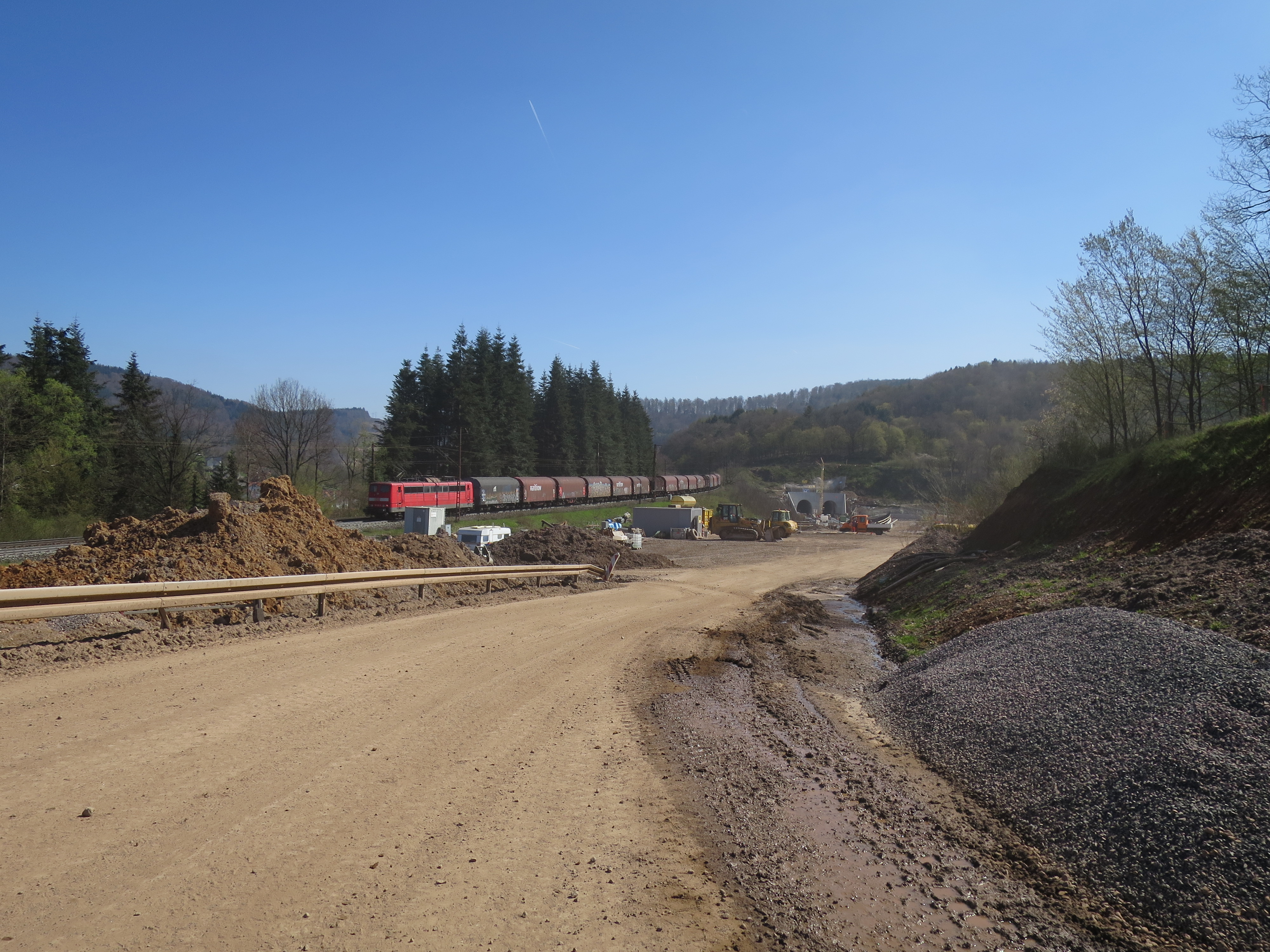
Die 151 032 als Schiebelokomotive auf der Spessartrampe; im Vordergrund die Baustraße für die Neubaustrecke

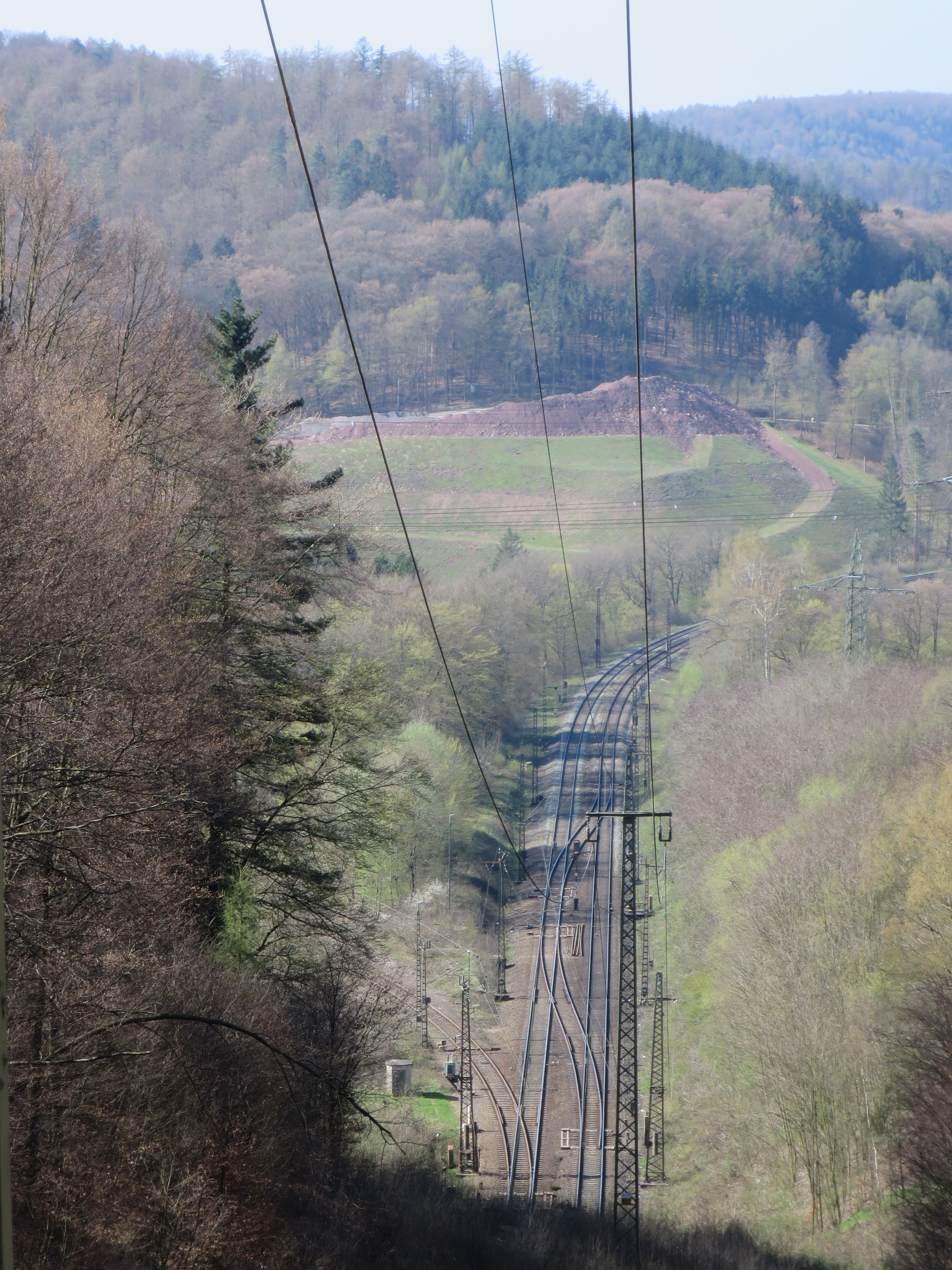
Ehemaliger Bahnhofsteil Heigenbrücken West: Hier setzten die Schiebelokomotiven um

Der elektrische Betrieb der Spessartrampe wurde am 26. August 1957 aufgenommen. Zunächst kamen für einige Wochen Lokomotiven der Baureihe E 50 (spätere Baureihe 150) für den Schiebebetrieb zum Einsatz, bald abgelöst von der Reihe E 94.2 (spätere Baureihe 194.5). Im Herbst 1987 kehrten die E 50 auf die Spessartrampe zurück und wurden bis 2003 eingesetzt, seitdem halfen Lokomotiven der Reihe 151 schweren Zügen den Berg hinauf.
Die Höchstgeschwindigkeit betrug bei geschobenen Zügen 60 km/h. Bei besonders schweren Zügen mit bis zu 3600 Tonnen wurde mit zwei Schiebelokomotiven nachgeschoben. Verbesserungen an der Stromversorgung sorgten dafür, dass bei solchen Leistungen keine Einschränkungen beim Betrieb auf dem Gegengleis mehr erforderlich waren.
Die Mittelweserbahn hielt von 2004 bis 2012 in Laufach zur Unterstützung die Schiebelokomotive 1020 041 (vormalig Österreichische Bundesbahnen (ÖBB)) vor. Damit wurde nach langjähriger Pause wieder ein Exemplar der Baureihe E 94 im Schiebebetrieb eingesetzt.

## Ausbau
Überlegungen, den kosten- und materialintensiven Schiebebetrieb zu vermeiden und gleichzeitig die Höchstgeschwindigkeit auf dem Streckenabschnitt zu erhöhen, dauerten jahrzehntelang an. Die Lösungen variierten in vorgeschlagenen neuen Trassen, hatten aber gemeinsam, die Strecke tiefer und vermehrt in Tunnel zu verlegen.

### Planung
Ende der 1990er Jahre war geplant, für 351 Millionen DM eine 8,09 Kilometer lange eingleisige Neubaustrecke zu errichten. Sie sollte östlich von Laufach beim Streckenkilometer 77,51 ausfädeln und zwischen Heigenbrücken und Wiesthal beim Streckenkilometer 68,32 in die Bestandsstrecke einmünden. Bei einer größten Steigung von 12,5 ‰ und einer Entwurfsgeschwindigkeit von 140 km/h sollten zwei insgesamt sechs Kilometer lange Tunnel entstehen.
Während die neue Strecke vorrangig für Güterzüge der Fahrtrichtung Würzburg vorgesehen war, sollte der Personenverkehr überwiegend auf der Bestandsstrecke verbleiben. Der Schwarzkopftunnel war dabei im Rahmen einer Sanierung auf ein Gleis zurückzubauen.

### Umgesetzte Variante
Letztendlich entschied am 28. August 2006 das Bundesverkehrsministerium, den gesamten Abschnitt zwischen Laufach und Heigenbrücken komplett neu zu trassieren. Der Beschluss beruhte auf dem Bundesschienenwegeausbaugesetz, das eine Neu- oder Ausbaustrecke für den Abschnitt Hanau–Nantenbach vorsah. Die so umgesetzte Variante sah eine komplette Aufgabe des Schwarzkopftunnels vor.
Die auf sieben Kilometern neu trassierte Strecke führt durch vier Tunnel in je zwei eingleisigen Röhren und Trogbauwerken. Der Bahnhof Heigenbrücken wurde durch einen neuen Haltepunkt südöstlich des bisherigen Bahnhofs am Ostportal des Falkenbergtunnels abgelöst. Am Haltepunkt Laufach entstanden neue Bahnsteige und eine neue Personenunterführung. Das Vorhaben liegt zwischen den Streckenkilometern 69,990 (entspricht Baukilometer 169,990) und 77,538 (entspricht Baukilometer 177,068) der Bestandsstrecke. Die neue Trasse ist knapp 500 Meter kürzer, die größte Steigung soll nur noch 12,5 ‰ betragen und der Bogenradius 820 Meter für eine Höchstgeschwindigkeit von 150 km/h. Es wurde durchgängig Gleiswechselbetrieb eingerichtet. Tatsächlich wurde über 0,9 km eine Längsneigung von 21 Promille hergestellt. Laut Planfeststellungsbeschluss handelt es sich dabei um die westliche Anbindung des Neubaus an den Bestand, wo die Eisenbahnüberführung Wolfszaunweg in Laufach baulich nicht verändert werden sollte. Ferner sollte eine daran anschließende, bereits bestehende und bis zu 20 Promille steile Rampe auf eine Länge von 760 m begrenzt werden.
Der Oberbau ist in fester Fahrbahn ausgeführt. Mit entscheidend für die Wahl dieser Variante war, dass der Schwarzkopftunnel wirtschaftlich nicht zu sanieren war. Deshalb sollte er verfüllt, seine historischen Portale aber erhalten werden. Da das Höhenprofil der neuen Strecke flacher als das bisherige sein sollte, sollte das Nachschieben schwerer Güterzüge ab Laufach entfallen. Letztlich verbleibt eine mit 21 Promille größere Längsneigung als zunächst kommuniziert, die maximale Zugmasse ist damit je nach Lokomotive auf 1595 oder 1765 Tonnen beschränkt. Schwerere Züge, die früher mit einer Schiebelokomotive bis zu 2200 Tonnen erreichen konnten, müssen seitdem auf die längere Strecke über Jossa ausweichen. Im Übrigen blieben anfangs Güterzüge auf dem Steigungsabschnitt der Neubaustrecke öfter hängen, nachdem sie im Bahnhof Laufach auf entgegenkommende Züge warten und wieder anfahren mussten.
Das Vorhaben bildet den Planfeststellungsabschnitt 3 der Ausbaustrecke Hanau–Nantenbach. Das Anhörungsverfahren wurde am 2. März 2009 eingeleitet und im Februar 2011 abgeschlossen. Der Planfeststellungsbeschluss wurde am 12. März 2012 vom Eisenbahn-Bundesamt erlassen.
Die eingleisigen, bergmännisch erstellten Tunnelröhren weisen einen Nutzquerschnitt von rund 48 m² auf. Die zweigleisigen, in offener Bauweise erstellten Tunnel erhalten eine Trennwand zwischen den Gleisen. Der 2,6 Kilometer lange Tunnel Falkenberg erreicht eine Überdeckung von bis zu 150 Metern.

### Bau

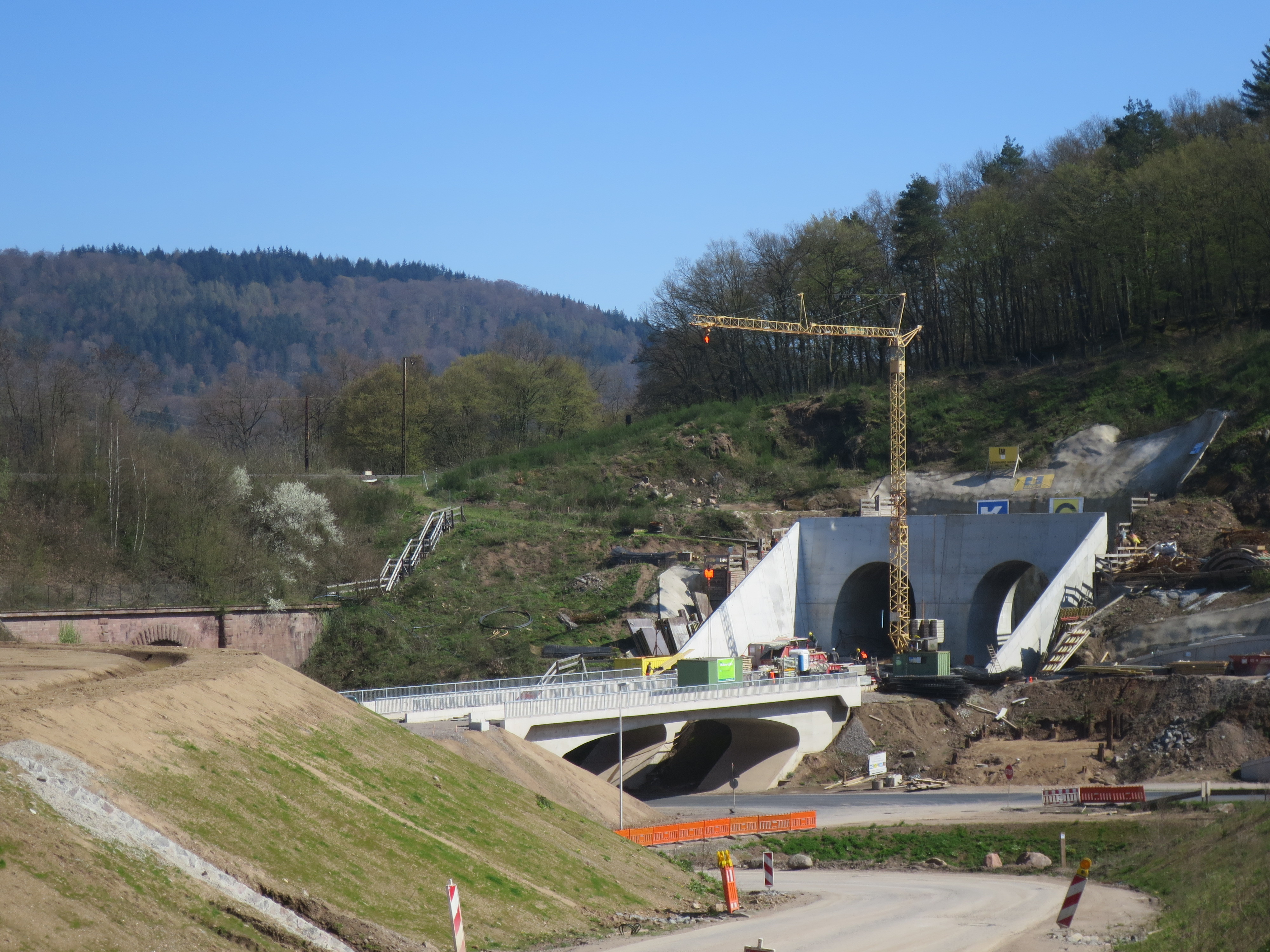
Westportal des Metzberg-Tunnels, Bauzustand April 2016

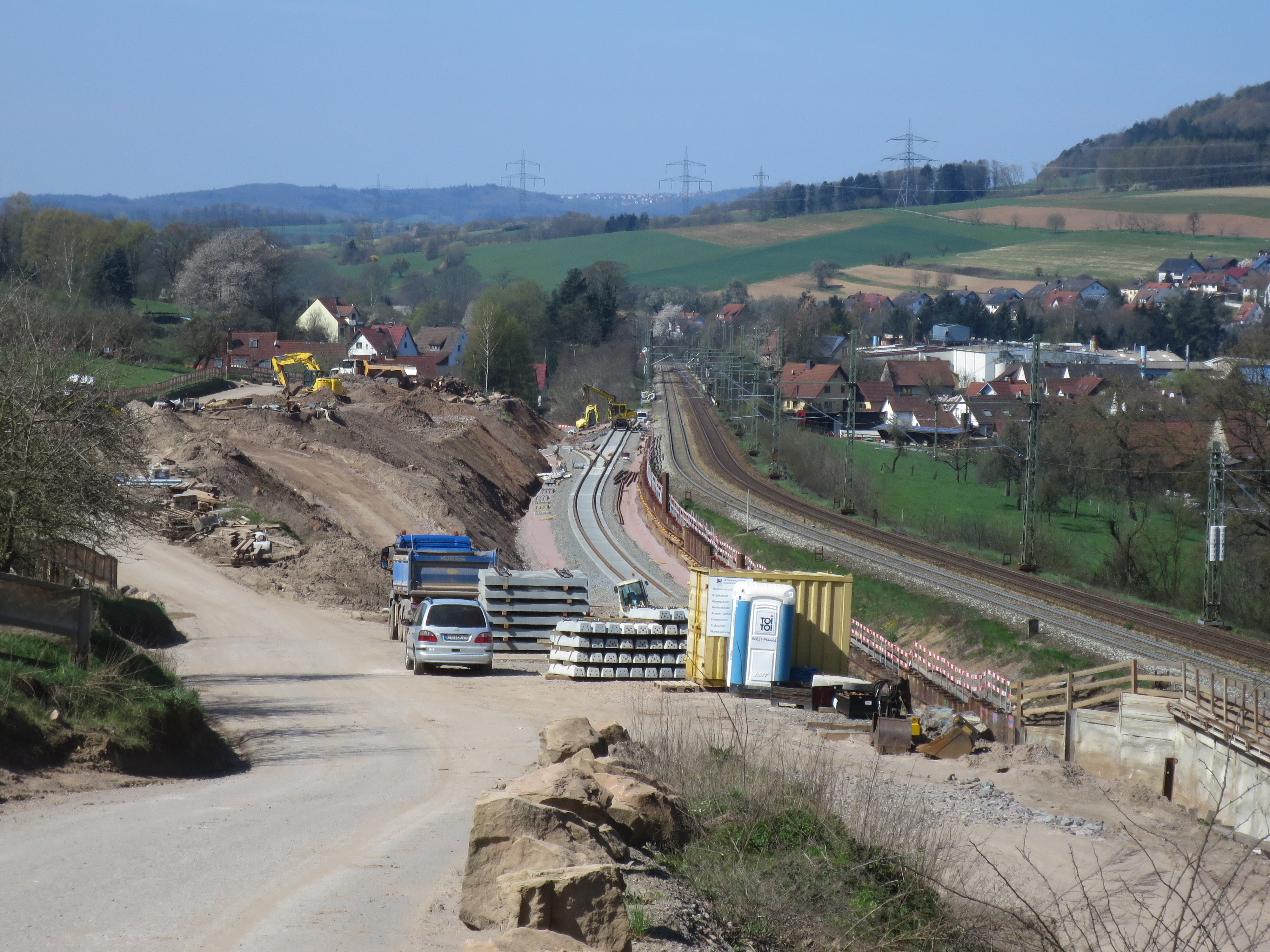
Westliche Einfädelung der NBS in die Bestandsstrecke östlich von Laufach

Ab November 2006 liefen die Vorerkundungen für den Ausbau. Dabei wurden unter anderem etwa 100 Kernbohrungen bis zu einer Tiefe von 175 Metern vorgenommen. Rund 25 Bohrungen davon sollen auch nach Fertigstellung des Tunnels zur Grundwassererkundung weiter genutzt werden. Sondierungen wurden vorgenommen und Deponieflächen untersucht. Dabei kam es zwischen der Gemeinde Heigenbrücken und der Bahn zu erheblichem Streit, nachdem der Gemeinderat beschlossen hatte, den Zugang zu kommunalen Grundstücken für die Erkundungsbohrungen zu verweigern.
Im Dezember 2011 wurde eine Finanzierungsvereinbarung zwischen Bund und Deutscher Bahn über das Vorhaben geschlossen. Aus dem Bedarfsplan der Bundesschienenwege investierte der Bund ab 2012 rund 215 Millionen Euro in das Projekt.
Die Tunnelarbeiten wurden zum 24. Oktober 2012 ausgeschrieben. Die geschätzte Vergabesumme für den 7 km langen Abschnitt lag bei 350 oder 420 Millionen Euro. Am 7. Juni 2013 wurde der Bauauftrag für die Umfahrung an eine Arbeitsgemeinschaft der Unternehmen Alfred Kunz, Baresel, Leonhard Weiss, Schälerbau (Berlin) und Bauer Spezialtiefbau vergeben.
Die Bauarbeiten begannen im Juli 2013. Falkenberg-, Hirschberg- und Metzbergtunnel wurden in bergmännischer, der Haintunnel in offener Bauweise mit Mittelwand errichtet. Anfang November 2014 wurden die Arbeiten am 629 Meter langen Metzbergtunnel begonnen, der ebenfalls in zwei getrennten Röhren ausgeführt wurde. Der Falkenbergtunnel wurde im Dezember 2015 nach 21-monatiger Bauzeit durchgeschlagen.

### Inbetriebnahme Neubau/Außerbetriebnahme Altbau
Test- und Abnahmefahrten fanden ab April 2017 statt. Der letzte Güterzug, der mit den in Laufach stationierten Schiebelokomotiven über die Spessartrampe verkehrte (151 012 und 164), fuhr am Vormittag des 15. Juni 2017, als letzter planmäßiger Zug über die alte Spessartrampe verkehrte am Mittag des gleichen Tages der ICE 621 mit dem Endwagen 403 028 von Dortmund nach Nürnberg.
Vom 15. bis 19. Juni 2017 wurde die neue Spessartrampe im Rahmen einer Totalsperrung mit dem bestehenden Netz verknüpft und der neue Haltepunkt Heigenbrücken in Betrieb genommen. Vom 24. bis 26. Juni 2017 folgte das zweite Gleis mit Ausnahme des Bahnhofs Laufach. Damit verblieb bis zum 6. November 2017 ein kurzer eingleisiger Abschnitt.
Nach Inbetriebnahme der Neubaustrecke wurde das Vorhalten von Schiebelokomotiven in Laufach aufgegeben. Soweit besonders schwere Güterzüge, die seinerzeit mit zwei Schiebelokomotiven nachgeschoben wurden, gleichwohl noch eine Schiebehilfe benötigen, sollen diese eine mit dem Zug gekuppelte Lokomotive erhalten, die im Normalfall in Frankfurt (Main) Ost beigestellt wird.
Wegen der verbliebenen 760 m langen Rampe mit einer Steigung von 20 ‰ in der östlichen Bahnhofseinfahrt von Laufach blieben mehrfach Güterzüge liegen, die keine zweite Lokomotive mitführten.

### Rückbau der Bestandsstrecke
Der Rückbau des Bahnhofs Heigenbrücken (km 70,770 bis 71,970) wurde am 27. März 2017 beim Eisenbahn-Bundesamt beantragt.
Ebenso abgebaut wurden die Lokomotivgleise im Bahnhof Laufach, die bisher dazu gedient hatten, Schiebelokomotiven bereitzuhalten. Diese Möglichkeit besteht nun nicht mehr.